# 五指乡
五指乡，是中华人民共和国四川省资阳市简阳市曾经下辖的一个乡。2019年12月，撤销五指乡、高明乡，设立高明镇。

## 行政区划
五指乡撤销前下辖以下地区：
蝉乐村、东风村、建设村、前进村、三大湾村、石岗村、五指村和辛家桥村。